# Martin Teurezbacher
Martin Teurezbacher (* 21. August 1986 in Waidhofen an der Ybbs) ist ein ehemaliger österreichischer Fußballspieler auf der Position eines Mittelfeld- und Abwehrspielers.

## Karriere

### Jugend
Teurezbacher begann seine aktive Karriere als Fußballspieler kurz nach seinem siebenten Geburtstag im Jahre 1993 in den Nachwuchsmannschaften des SV Gaflenz. Bis 1998 kam er beim oberösterreichischen Verein, der jedoch dem Niederösterreichischen Fußballverband angehört, in verschiedenen Jugendabteilungen zum Einsatz. Am 31. Jänner 1998 folgte ein Wechsel in die Jugend des FC Waidhofen/Ybbs in die niederösterreichische Statutarstadt Waidhofen an der Ybbs.
Im Jahre 2000 entschloss sich Teurezbacher in die Jugendmannschaften eines österreichischen Großklubs einzutreten. Mit dem Wechsel zum FK Austria Wien und der späteren Aufnahme in die Frank-Stronach-Akademie in Hollabrunn folgte ein erster großer Schritt des eher kleinen Mittelfeld- und Abwehrakteurs.
Zu seinen größten Erfolgen zählen laut eigenen Angaben die zwei U-19-Meistertitel am Bundesnachwuchszentrum sowie die Wahl zum besten Spieler bei einem Hallenfußballturnier in Hamburg.

### Vereinskarriere
Nach dem erfolgreichen Absolvieren der Akademie mit bestandener Matura kam er im Jahre 2005 leihweise zum SV Würmla in eine der drei Staffeln der höchsten Amateurklasse seines Heimatlandes, in die Regionalliga Ost. Sein Vereinsdebüt gab er dabei bereits in der 1. Runde der Saison 2005/06, als er am 5. August 2005 bei der 0:4-Auswärtsniederlage gegen den SC Neusiedl am See in der 66. Spielminute für Daniel Karner eingewechselt wurde. Bei den weiteren Einsätzen in dieser Saison kam er meist die gesamte Spielzeit zum Einsatz. Nach dem Zurückkehren zu seinem Stammklub kam Teurezbacher bei deren Amateurmannschaft in der zweithöchsten Spielklasse im österreichischen Fußball, der Ersten Liga zu seinen ersten Profieinsätzen.
Sein Debüt gab er am 18. August 2006 bei der 0:2-Auswärtsschlappe gegen den FC Lustenau 07. Dabei kam er ab der 79. Spielminute für Andreas Walzer zum Einsatz. Zu seinen Teamkollegen zählten in dieser Zeit unter anderem Roman Mählich, Harald Suchard, Franz Schiemer oder Rubin Okotie. Nach nur fünf Spielen in der Amateurmannschaft der Wiener Austria, wurde Teurezbacher Ende Jänner 2007 erneut verliehen.
Diesmal ging es in den Leobener Stadtteil Donawitz in die Steiermark, zum dort ansässigen DSV Leoben, deren Profimannschaft ihren Spielbetrieb ebenfalls in der zweithöchsten Spielstufe hatte. Bei den Steirern kam er nur zu einem einzigen Kurzeinsatz im April desselben Jahres, woraufhin er wieder zu seinem Stammklub zurückkehrte.
Dieser entschied sich dafür Teurezbacher an den Regionalligisten SV Wienerberg nach Inzersdorf-Stadt im 10. Wiener Gemeindebezirk Favoriten zu verleihen. Beim, von Magna International gesponserten Verein etablierte er sich rasch und wurde so zu einem Stammspieler in der Saison 2007/08. So kam er in 29 der 30 Meisterschaftspartien zum Einsatz und erzielte dabei auch seine ersten Tore außerhalb des Jugendbereichs. Nach zwei Toren und einem zehnten Platz in der Meisterschaft kehrte er am Ende der Saison im Juni 2008 zum FK Austria Wien zurück.
Sein dortiger Aufenthalt währte aber nur ein knappes Monat, danach wurde Teurezbacher zum mittlerweile vierten Mal verliehen. Am 15. Juli 2008 kam er auf Leihbasis zum FC Waidhofen/Ybbs, der zu diesem Zeitpunkt vom ehemaligen Fußballprofi Heinz Thonhofer trainiert wurde. Beim Regionalligisten kam Teurezbacher von der ersten bis zur neunten Runde in alles Ligaspielen zum Einsatz. Danach nahm er fünf Spiele in Folge nicht am Spielbetrieb teil, woraufhin er in der 16. Runde zurückkehrte und von da an in allen Spielen, mit Ausnahme eines Spieles in der 27. Meisterschaftsrunde, zum Einsatz kam. Bei 23 absolvierten Partien kam er auf drei Treffer und wurde im Zuge des ÖFB-Cups im einzigen Spiel seines Vereines in der 1. Runde des Bewerbes bei der 0:2-Niederlage gegen den Wiener Sportklub die gesamte Spieldauer eingesetzt. Sein Leihvertrag wurde in weiterer Folge um eine weitere Saison verlängert. Nachdem Teurezbacher die Spielzeit 2010/11 bei den Amateuren von Austria Wien verbracht hatte, ging er nach einigen Monaten ohne Engagement im November 2011 nach Vorarlberg zum FC Lustenau 07, wo er bis zur Sommerpause blieb. Ab der Saison 2012/13 spielte er für SKU Amstetten. 2017 kehrte Teurezbacher für drei Jahre zu seinem Heimatverein nach Gaflenz zurück, wo er im Sommer 2020 seine aktive Karriere beendete.

## Erfolge
- 2× U-19-Meister am BNZ